# Roatto

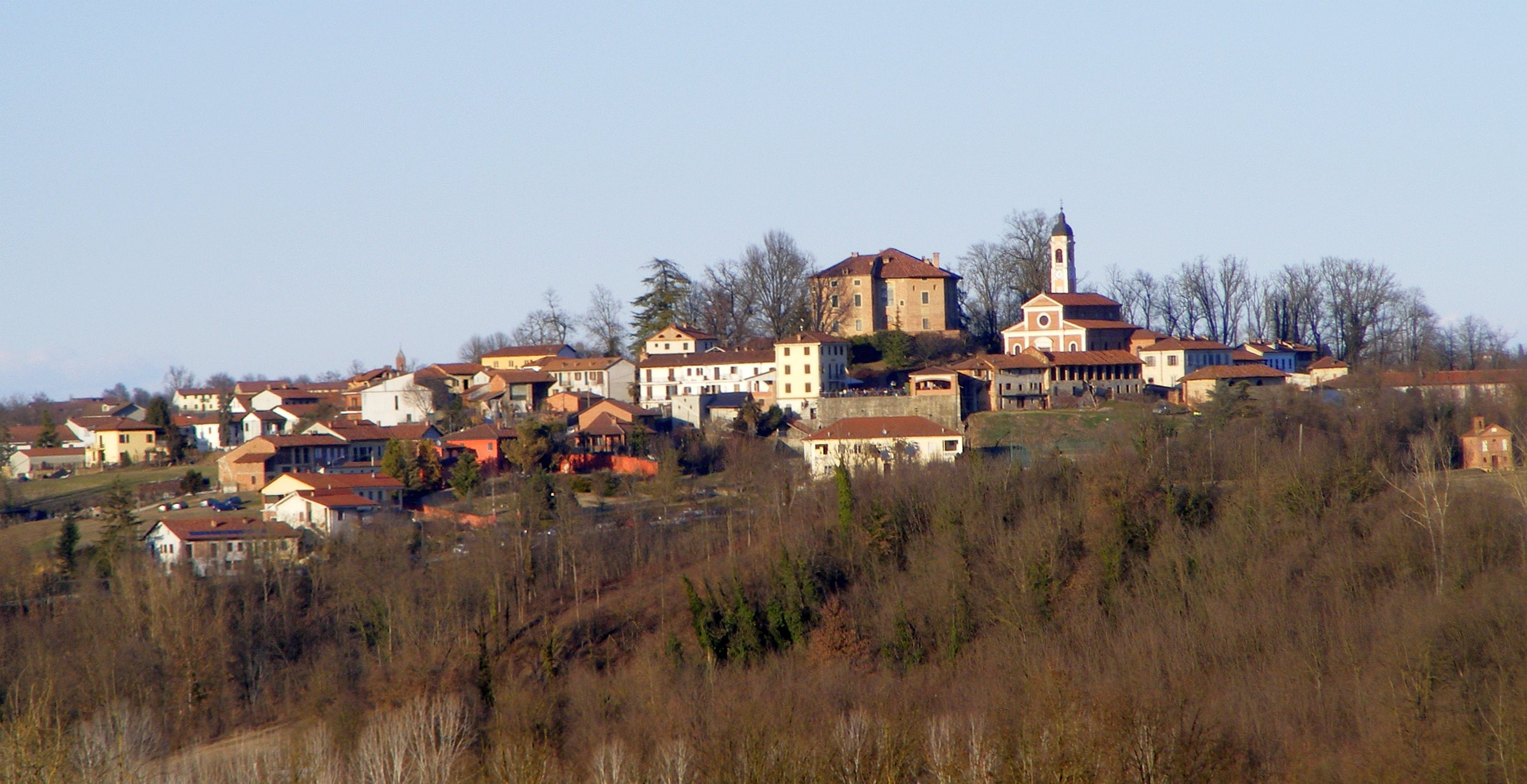
Toàn cảnh của Roatto chụp từ Madonna di Volpiglio.

Roatto là một đô thị ở tỉnh Asti vùng Piedmont thuộc Ý, nằm ở vị trí cách khoảng 30 km về phía đông nam của Torino và khoảng 14 km về phía tây bắc của Asti. Tại thời điểm ngày 31 tháng 12 năm 2004, đô thị này có dân số 385 người và diện tích là 6,5 km².
Roatto giáp các đô thị: Cortazzone, Maretto, Montafia, San Paolo Solbrito và Villafranca d'Asti.